# カラリパヤット
カラリパヤット（കളരിപയറ്റ്）はインド南部のケララ地方発祥の古くから伝わる武術である。

## 概要
サンスクリット語のカルーリカが訛ったカラリ、ドラヴィダ語のパヤットはともに『武術』を意味する言葉である。また、カラリには「道場」「寺院の前庭」といった場所を示す意味もある。カラリパヤットはケララのドミナント・カーストであるナイルの武術とされるが、実際にはバラモンや他宗教の人々にも伝承されている。
ライオンやヘビなどの姿勢があり、約19種の蹴り技など素手での打撃技や逆関節を取ったり、投げたりする技法がある。また剣、盾、棒、鎖分銅など18種のアンガム・ウァイタニイと呼ばれる武器を使用する武器術もある。特徴的な武器として鞭のようにしなる長剣『ウルミ』がある。
カラリパヤットの指導者（グルカル）は、マルマン医療（アーユルヴェーダのタントラ）、 ウリチルというオイル・マッサージを中心とした伝統医療の継承者でもある。
カラリパヤットとカタカリ、ヤクシャガーナ、パダヤニなどケララの舞踊劇は基本となる構えや文化背景などに影響が見られる。カターカリの最初の役者はカラリパヤットの修得者であり、その練習場は今日でもカラリと呼ばれている。
日本では、アリナミンのテレビコマーシャルで蹴り技が披露され、広く知られるようになった。
動くヨーガとも言われる。

## 歴史・伝説

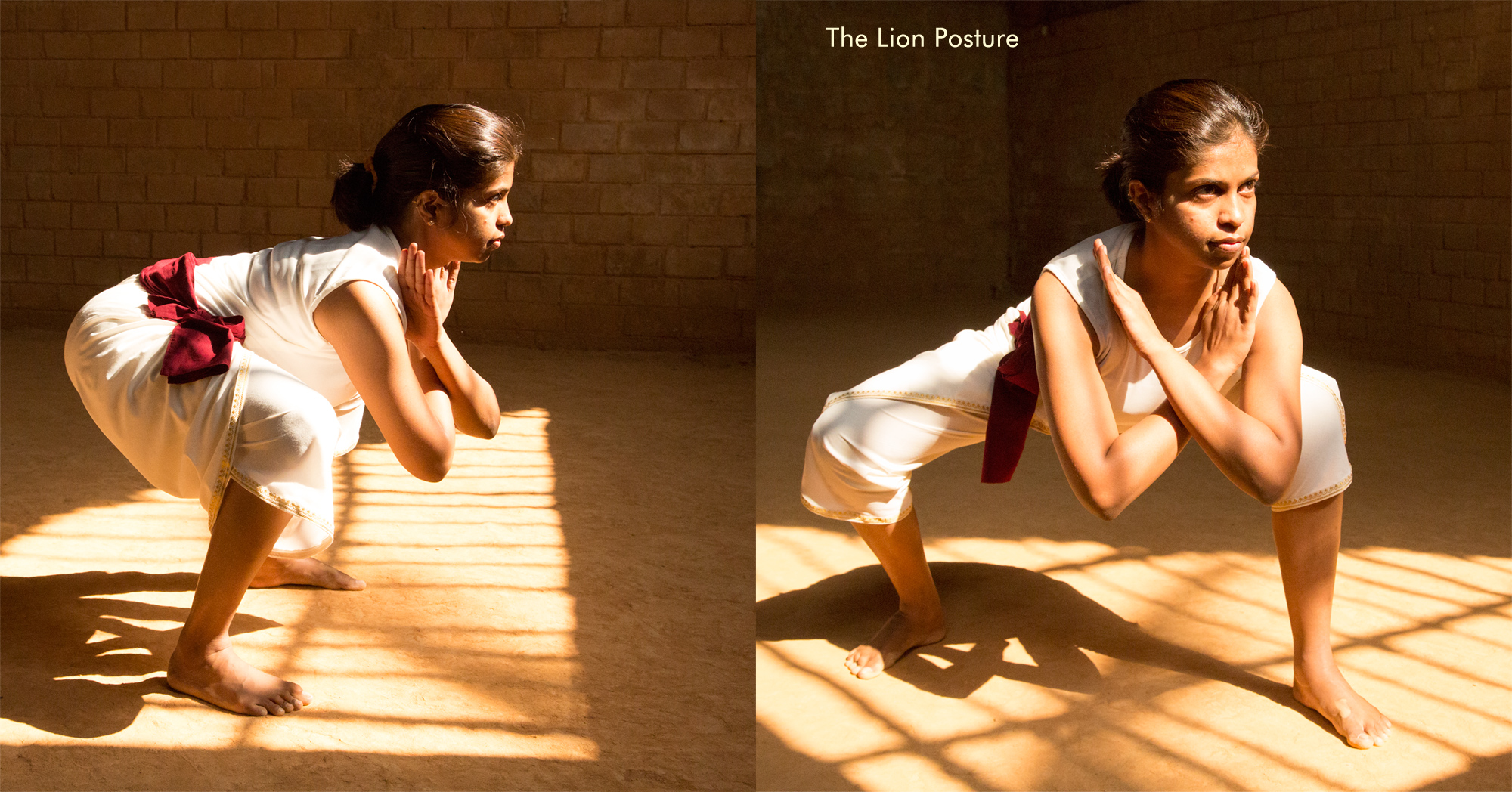
ライオンのポーズ

インドには元々ドラヴィダ人が住んでいた。そこにアーリア人が来て住み着き、文化を築いた。南に残ったケララ一帯ではドラヴィダ人によるサンガム文化が発達した。サンガム文化では尚武の気風を尊んだ為、ドラヴィダ武術が発達していった。
その後、西から異民族が攻めてきたので、一部のアーリア人が南下した。そこでアーリア人が身に着けていた武術と、ドラヴィダ武術が合わさってカラリパヤットの祖形が出来たといわれている。

伝説によれば、禅宗（「座禅」もヨガである）の僧・達磨大師がインドの格闘技を中国に伝道した。その際に禅の修行に僧達が耐えられるように、心身を鍛える術を記した『洗髄経』『易筋経』を与えた。それが現在の少林拳（十八羅漢拳、達磨拳などがある）、になったと言われている。
16世紀には最盛期を迎えたが、西洋から銃が入ってくると行う人が少なくなったことに加え、セポイの乱以降イギリスが「カラリパヤットを修める者は処刑する」という法を作って厳しく禁止したこともあり、貴重な流派が失伝するなど一時は衰退した。20世紀になって独立の気運が高まってくるとC.V.ナラヤナン・ナイールによるカラリパヤット復興運動がおきた。彼はCVNスタイルと呼ばれる近代カラリパヤットを整備し、多くの弟子を育成した。CVNスタイルについては従来の技術を簡単にしてしまったなどの批判もあるが、C.V.ナラヤナン・ナイールはカラリパヤットの日本で言う嘉納治五郎のような存在である中興の祖という扱いになっている。

## 流派
中国武術のように地域によって傾向があり、それぞれ伝説や稽古の方法、体系が異なる。

### ワダッカン（北派）
- 伝説では、聖仙パラシュラーマがシヴァ神から学んだ武術が元になったとされる。
- クリ・カラリ（錬兵場）という道場がある。この道場は土を掘って作った半地下にある。屋根が付いており、中には神殿がある。
- 稽古体系が厳しく定められている。基礎体錬から18の型に進み、その後武器術から素手の格闘術に進む。その後、奥伝としてツボ療法と瞑想が伝授される。このツボ療法をマスターしたものが師範になる事が出来る。
- カヌールからコーリコードを中心に、主にヒンドゥー教の信徒によって行われている。
- CVNスタイルを主に継承している。

### テッカン（南派）
- 伝説では聖仙アガスティアが始祖とされる。
- 特に道場はなく、稽古は屋外で行う事も多い。
- 体系にはあまりこだわらない。素手の格闘術が中心で、最初から格闘術に入るのが特徴である。
- ケララ州の州都ティルヴァナンタプラムを中心に行われている。イスラム教徒やキリスト教徒もいる。
- どちらかと言うと土着のドラヴィダ武術の形を残していると言う。

### その他（中間）
- 北と南の中間的なシステムになっている。
- CVNスタイル以前の古いスタイルが残っている。
- トリシュールを中心に行われる。

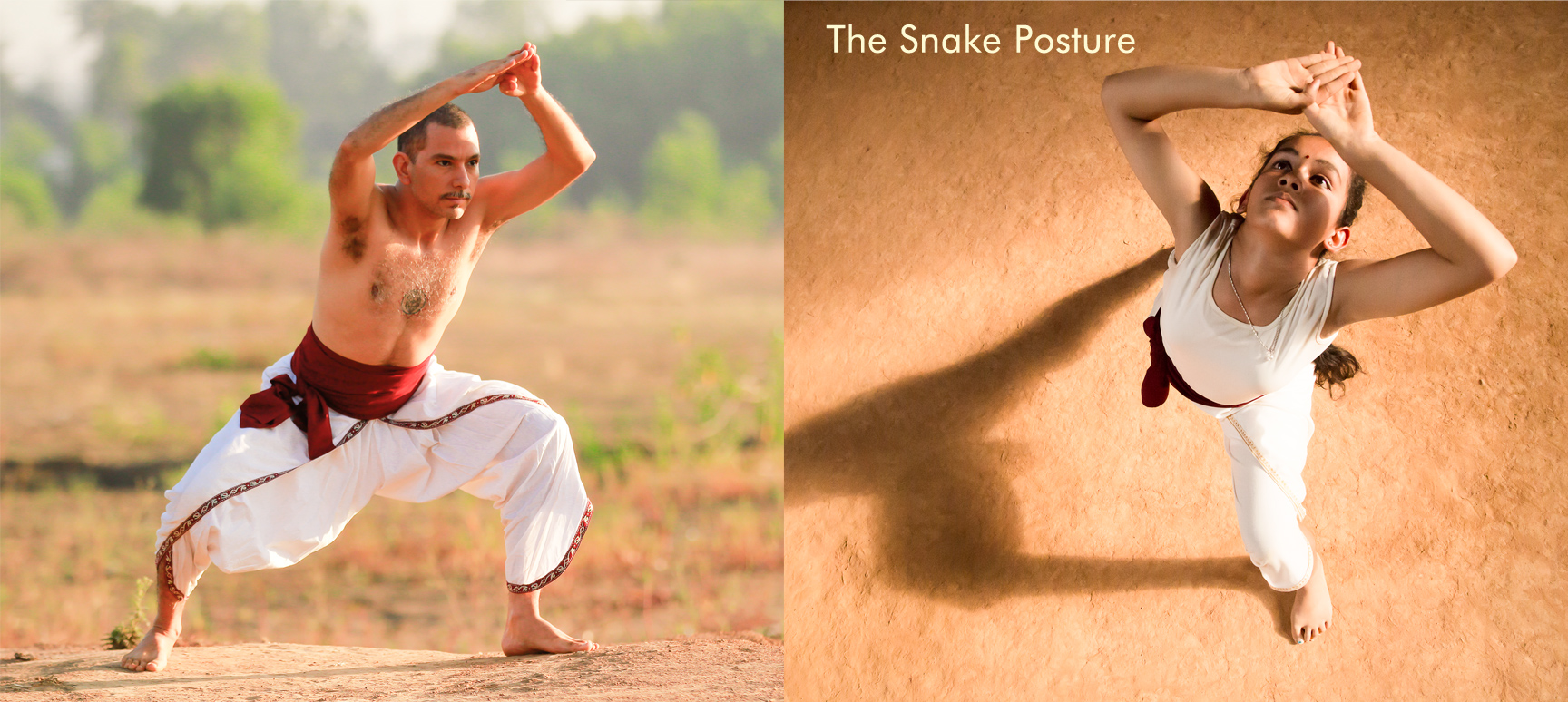
ヘビのポーズ
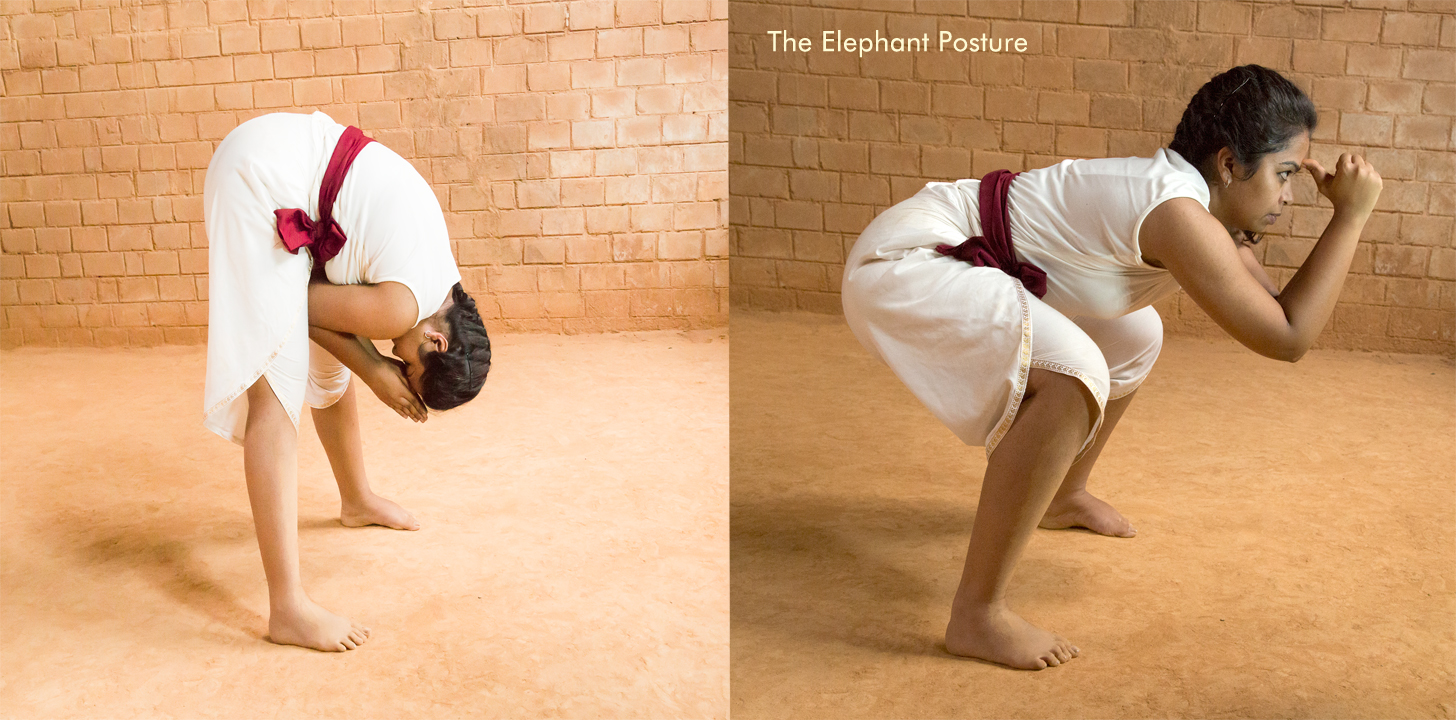
ゾウのポーズ
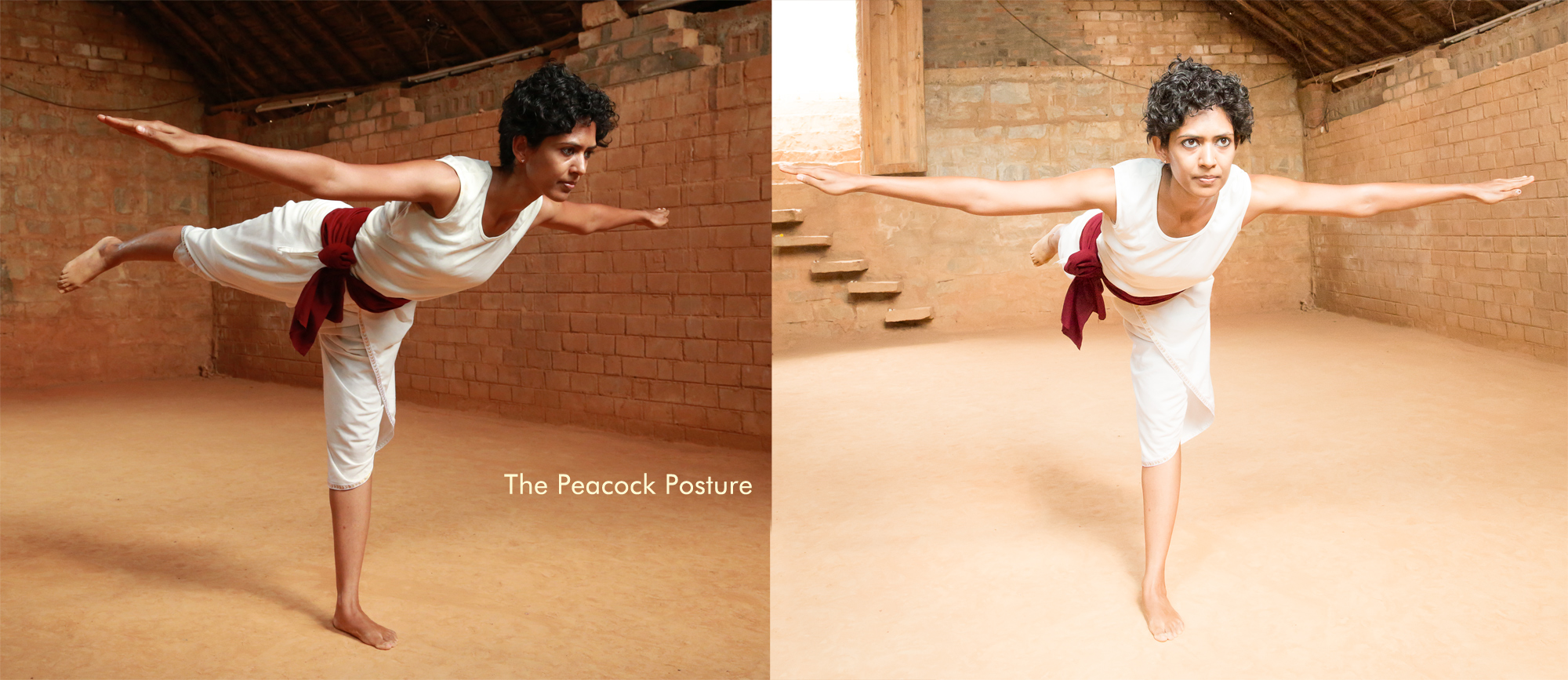
クジャクのポーズ
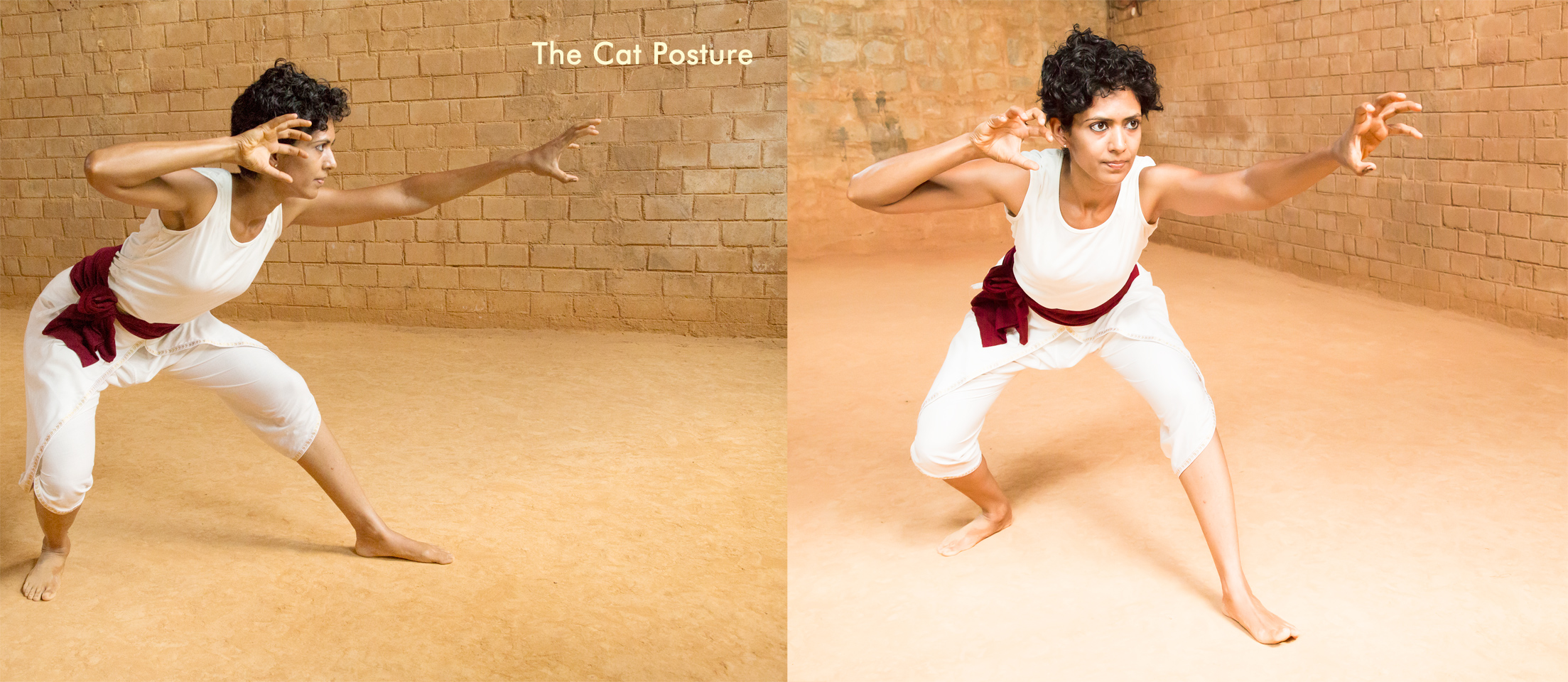
ネコのポーズ

## カラリパヤットを扱った作品

### 映画
邦題のあるものを記載する。
1. THE MYTH/神話 (2005)
2. パドマーワト 女神の誕生 (2018)
3. ガネーシャ マスター・オブ・ジャングル (2019)

## 関連資料
- 伊藤武『ヴェールを脱いだインド武術 - 甦る根本経典「ダヌルヴェーダ」』出帆新社、2004年6月。ISBN 978-4-86103-017-8。
- 高橋京子 「カラリパヤット Kalarippayattu の諸相 - 南インド、ケーララ州におけるマーシャルアーツの実証的研究 (PDF) 」、『立命館産業社会論集』 立命館大学産業社会学会、2006年9月、第42巻第2号、85-107頁。NAID 40015292480。2007年11月19日閲覧。